# Viola (singolo)
Viola è un singolo del rapper italiano Fedez, pubblicato il 14 ottobre 2022 come secondo estratto dalla riedizione del sesto album in studio Disumano.

## Descrizione
Il brano ha visto la partecipazione vocale del rapper Salmo, segnando la prima collaborazione tra i due artisti. Dal punto di vista musicale si tratta di un brano pop, con influenze pop punk che sono state accostate ai Blink-182. Il brano è stato scritto dai due rapper assieme a Dargen D'Amico, Paolo Antonacci e D.whale, che ne ha curato anche la produzione musicale.
La copertina è stata realizzata dall'artista Fr3nk Zappa.

## Accoglienza
Viola ha ricevuto recensioni miste, ricevendo critiche negative per le scelte musicali, ritenute commerciali, e per l'affiancamento degli stili dei due rapper.
Claudio Cabona di Rockol ha descritto il singolo come «il vestito plasticoso dell'ennesimo tormentone estivo fatto in serie; [...] con suoni ammiccanti, mai vigorosi, e parole scontate» scrivendo che nella collaborazione «non c'è quella vitalità sfacciata e quell'elettricità da pogo che sa regalare il punk-rock». Il giornalista riscontra il problema del brano nel fatto che «non ha nulla di quel movimento esploso negli anni '90 e di cui band come i Green Day sono state protagoniste» sottolineando che «chi li ha paragonati [...] ai Blink-182, chieda scusa». Anche Claudio Todesco di Rolling Stone Italia si sofferma sulla sonorità del brano, scrivendo che «di quello stile [pop punk], però, ha poco, giusto l’apparenza, non lo spirito, l’energia o la fuoranza» in cui il ritornello «s’ammoscia, diventando una canzonetta italiana qualunque». Todesco scrive che si tratti di «un’occasione persa, riflesso della difficoltà con la quale il nostro pop esce dalla mediocrità a cui pare votato» rimanendo poco colpito dalla capacità autoriale e di produzione del brano.
L'Agenzia Giornalistica Italia definisce il brano «loffio» con un testo «senza alcun guizzo, senza essere minimamente disturbante, senza attaccare mai niente e nessuno, senza clamorose spettinate». Fabio Fiume di All Music Italia ha assegnato alla collaborazione una valutazione di 4,5 su 10, ritenendo «strano» l'approccio di Salmo «in sonorità che invece sono più confacenti alla storia di Fedez», trovandolo una tensione verso le hit prodotte tra quest'ultimo e J-Ax.
Mario Manca di Vanity Fair ha scritto che il brano dimostra come Fedez abbia intenzione di mostrare una «nuova sfaccettatura della sua arte, capace di metterlo in contatto con le sue origini punk», descrivendo il ritmo del brano «travolgente».

## Tracce
1. Viola (feat. Salmo) – 3:02

## Formazione
- Fedez – voce, chitarra
- Salmo – voce aggiuntiva, basso
- Jacopo Volpe – batteria
- D.whale – produzione

## Classifiche
| Classifica (2022) | Posizione massima |
| ----------------- | ----------------- |
| Italia            | 3                 |